# Іллінівка
Іллі́нівка (до 1930 року — Червона Нива, у 1930 - 2016 — Ілліча) — село в Україні, Краматорському районі Донецької області.
Адміністративний центр Іллінівської сільської громади.

## Загальні відомості
Відстань до Краматорська становить близько 36 км і проходить автошляхом місцевого значення.
Розташовується в балці Довгій — притоці Кривого Торця.

## Історія
На мапі 1888 року на місці сучасної Іллінівки нанесене безіменний хутір в балці Довгій.

### Помістя Гречане
1903 року Герхардом Еннсом (нім. — Enns), власником маєтку Шенборн (поблизу села Буркут, що на південь від Молочної колонії (колишня Нововасилівська волость Таврійської губернії), на місці сучасного селища Довга Балка був заснований маєток Гречаний.
Син власника Генріх, після одруження на Елізі Тевс, зайнявся управлінням помістя. Донька Луїза та її чоловік Генріх Йоганн Еннс, почали зводити для своєї родини нове житло. У 1908 — 1909 роках Еннси вже мали кілька господарських будівель, а 1911 року завершили будівництво житлового будинку. Один з маєтків Еннсів і поклав початок селу Іллінівка.
Місцеві згадують, що поміщик Еннс приїхав з родиною та братом у кінці ХІХ століття з метою ведення сільського господарства. Він викупив родючі землі, а документи на володіння землею в тутешніх місцях отримав у Харкові. [зі слів Лебедевої С.І, 1897 р.н., переказаних її онуком Лебедевим В. 1947 р.н., а також зі слів Панченко Уляни Максимівни 1943 р.н., записаних її донькою - Белевцовою Вірою Дмитрівною, 1934 р.н.]
З роками маєток Еннсів розбудовував прилеглу територію. Садибу прикрашали чотири сади, в яких росли плодові дерева: яблуні, черешні, вишні, сливи, груші, горіхи та смородина: червона, чорна, жовта. Кілька груш досі ростуть по вулиці Центральній. Пам'ять про сади зберіглася у назві вулиці Садовій, що простяглася на місці, де колись росли сади.
У балці Довгій, в якій розташовується сучасна Іллінівка, створена система ставків, по берегах зростали верби та тополі, що збереглися до наших днів.
Німецький маєток височів на пагорбі, поруч зі ставком. Алеєю до якого, була викладена цеглою. Ставки покращували мікроклімат посушливого степу та створювали умови для занять сільським господарством.
На землях Еннса все було створене руками наймитів. Були збудовані: стайня, кузня, каретник із сіном на даху (для лошат), курник, корівник, кошари, комори з підвальними приміщеннями тощо.
Сільським господарством також займалися батраки, привезені Еннсом з більш густонаселених районів Таврійської губернії, що жили неподалік маєтку в трьох бараках по 8-10 родин у кожному. Інші працівники проживали в будинках (від двох до шести родин в кожному).
Батраки орали землю, сіяли жито, овес. Також працювали в садах, що розкинулися на декілька гектарів. Вирощували овочі, фрукти, пасли гусей, овець та корів, доглядали за свинями та волами. Пасовище знаходилося на місці сучасного Костянтинівського УГГ.
Зараз важко однозначно сказати кому саме з родини Еннсів належав маєток на місці сучасної Іллінівки.
Через кілька років, після передчасної смерті сина Еннса, на рахунку у банку зберігалось 400 000 рублів, і весь маєток в селі Довга Балка був виплачений. 1911 року заможна родина придбала перший у районі автомобіль «Опель». Кілька років пізніше вони придбали ще кілька автомобілів.

### Перша світова війна
З початком Першої світової війни банківський рахунок Еннсів був конфіскований, а родині дозволили проживати у будиночку, залишивши за собою землю площею не більше, ніж 25 десятин. Вони могли тримати лише двох коней та кілька одиниць техніки. 1917 року родина залишила маєток, оселившись у Мелітополі, де мала нерухомість.
2 березня 1917 року в Костянтинівці дізнаються про зречення царя від влади, що означало скасування заборони на політичну та громадську діяльність.
18 – 20 квітня 1918 року Армія УНР та донецька група полковника Сікевича, спільно з військом середньоєвропейських країн (Австро-Угорщина, Болгарія, Туреччина, Німеччина), вигнали війська Червоної Армії та встановили в Костянтинівці владу Української Народної Республіки.
У квітні вперше з'явилася українська державна символіка – прапор, герб, печатка з тризубом, українські гривні. Комендантом міста став осавул Значковий.
До 19 лютого 1919 року, Костянтинівка була прифронтовим містом і понад тридцять разів переходила від «червоних» до «білих» і назад. Наприкінці грудня 1919 року в Костянтинівці та околицях остаточно встановлено радянську окупацію.
В цей період на території сучасної Іллінівки оселилися військові РККА, частина з яких була латишами, саме вони стали першими мешканцями новоутвореної комуни - Червона Нива, коли у січні 1919 року було схвалено резолюцію "Про колективізацію землеробства".
Іншими назвами також були “Нова Зоря” та “Перше Травня”, але в народі її називали просто “Комуна Ілліча”, на честь політика, який і запровадив колективізацію.
Маєток та інші споруди обладнали під житло. У витоків комуни стояло 16 людей, за рік їх стало близько сорока. З’явилася худоба, птиця, пасіка, оброблялася земля. Поселенці влаштували швейну майстерню. Коли з’явилося чимало сімейних пар, організували ясла (що знаходилися неподалік нинішнього цвинтару), а пізніше відкрили школу. 
В кінці 1927 року колективізація в УРСР набирає інтенсивність і 1930 року на базі комуни були створено колгосп імені Ілліча. У витоків стояли такі місцеві як: Савелій Олексійович Батлук, Марія Степанівна Радкевич, Олександр Іванович Самойленко, Олександр Антонович Рубінович, Петро Михайлович Луненко, Агафія Калістратовна Жовнір, Фекла Луківна Заєць, Тетяна Іванівна Бондаренко, Ольга Федорівна Процай, Тетяна Іванівна Брадковська. Ці люди і відродили занепале після революції та війни господарство. 
На мапі 1928 року значиться тільки хутір Енса (на північний захід від села Миколайпілля). На місці маєтків вже були організовані радгоспи.

### Друга світова війна
1942 року село опинилося в глибокому німецькому тилу. Була встановлена нова влада, призначили старосту села. Місцеві займалися сільським господарством, податки збиралися збіжжям та худобою. 
Колись між Іллінівкою та Довгою Балкою впав німецький бомбардувальник, не зміг дотягнути до Костянтинівського аеродрому. Приземлився на одне крило і не вибухнув. Німці пізніше приїхали забрати вціліле крило, а до того моменту місцеві розібрали зім'яте крило, фюзеляж, кабіну, Озброївшись молотками, зубилами, викрутками, кусачками, випилювали, вирубували все, що треба і не треба - видобували цікаві трофеї. Зі світлої шкіри, яку здерли в літаку, шили капці, а з листів алюмінієвого фюзеляжу робили посуд: каструлі, пательні, столове приладдя.
Родина євреїв, яка проживала у селі, була страчена. Бойових дій на території села не велося.
Після повторної радянської окупації 1944 року до села повернули евакуйовану сільськогосподарську техніку. Була створена тракторна бригада. Зерно з полів обробляли на млині в селищі Довга Балка, потім борошно везли назад до комор Іллінівки. Село також заготовлювало великі об’єми солоних огірків, помідорів, капусти. Також солили м’ясо.
1955 року в іллінівській школі вчилося 36 учнів. Школа була чотирирічною. Вчительками були Антоніна Данилівна Батлук та Ганна Григорівна Качура. Завідувала школою Самойленко К. К. Школа була схожа на звичайну хату з трьох кімнат, в якій раніше були квартири. Будівля була з червоної цегли, дах - шиферний. В кімнатах було по чотири вікна і дерев’яна підлога. Вхід до школи був один, коридор для всіх класів загальний. Школа опалювалася вугіллям. Санвузол на вулиці. Називали школу “червоним будинком”, через колір цегли. У двох кімнатах жили вчителі, решта дві - була класами.
В кінці 50-х в школі відкрили їдальню та з’явилася група подовженого дня. Продукти видавалися радгоспом безкоштовно. Їжу готувала Лесняк Надія Іванівна, прибирала та топила піч - Любов Троїцька. Воду носили зі струмка.
Радгосп виділяв 300 рублів на годування сиріт та дітей багатодітних родин. За інших платили батьки. Обід складався з борщу чи супу, до чаю - пиріжок чи булочка. Учнів групи подовженого дня годували за 20 копійок на день. Заняття тривали 3-4 години. Вчителем була Марина Іванівна Воропаєва, пізніше - Марія Луківна Брежнева.
В кінці 60-х початку 70-х років старі німецькі забудови знесли. 1967 року на місці колишнього цегельного заводу побудували Райавтодор. Також з’явилися клуб та крамниця. Розбудовувалося і саме село. Замість хат мазанок будували цегляні будинки.
1975 року побудували греблю і знесли решту забудов родини Еннсів. Також звели нові корівники.
З 80-х років село носить офіційну назву - Ілліча.
У 90-х роках в селі добудовують сільраду, прибудову школи, кладуть асфальт, відкривають амбулаторію. 

## Сільська рада

### Сільські голови
- Роженко Юрій Никифорович (1990)
- Теріх Василь Петрович (90-ті роки)
- Макаренко Володимир Андрійович (2002)
- Григоренко Володимир Васильович (2003)
- Сбітнєв Андрій Миколайович (2006)
- Бондар Ірина Анатоліївна (2010 рік)

## Освіта
У селі працює дитячий садок № 31 «Білосніжка» та Іллінівська спеціалізована школа І-ІІІ ступенів відділу освіти Костянтинівської райдержадміністрації.

## Населення
За даними перепису 2001 року населення села становило 1124 особи, з них 36,74 % зазначили рідною мову українську, 62,37 % — російську та 0,18 % — білоруську.